# Fatma Şahin
Pour les articles homonymes, voir Şahin.
Fatma Şahin, née le 20 juin 1966 à Gaziantep (Turquie), est une  femme politique turque. Membre de l'AKP, elle est ministre de la Famille et des Politiques sociales entre 2011 et 2013 puis maire de Gaziantep depuis 2014.

## Biographie
En tant que ministre, elle apporte son soutien à la position de Recep Tayyip Erdoğan contre l'interruption volontaire de grossesse.

## Source de la traduction
- (en) Cet article est partiellement ou en totalité issu de l’article de Wikipédia en anglais intitulé « Fatma Şahin » (voir la liste des auteurs).